# Ljupina
Ljupina je naseljeno mjesto u Republici Hrvatskoj u sastavu grada Nova Gradiška u Brodsko-posavskoj županiji.

## Zemljopis
Ljupina se nalaze južno od Nove Gradiške s kojom je spojena, južno se nalaze Sičice a zapadno Visoka Greda.

## Stanovništvo
Prema popisu stanovništva iz 2011. godine Ljupina je imala 987 stanovnika, dok je 2001. godine imala 1.076 stanovnika, od čega 1.029 Hrvata i 41 Srbina. 
| broj stanovnika | 435   | 441   | 408   | 475   | 521   | 627   | 690   | 789   | 942   | 1104  | 1270  | 1329  | 1306  | 1343  | 1076  | 987   | 758   |
|                 | 1857. | 1869. | 1880. | 1890. | 1900. | 1910. | 1921. | 1931. | 1948. | 1953. | 1961. | 1971. | 1981. | 1991. | 2001. | 2011. | 2021. |

## Šport
- NK Slaven, nogometni klub